# Сулименко, Надежда Евгеньевна
Наде́жда Евге́ньевна Сули́менко (род. 6 марта 1939 года, Омск) — советский и российский лингвист, специалист в области лексикологии, лингвистики текста, лингвокогнитивистики и теории языка. Доктор филологических наук (1984), профессор кафедры русского языка филологического факультета (с 1983) ГБОУ ВПО «Российский государственный педагогический университет им. А. И. Герцена». Почётный работник высшего профессионального образования Российской Федерации (2009)

## Биография
В 1961 году окончила историко-филологический факультет Ленинградского государственного педагогического института им. А. И. Герцена по специальности «Учитель русского языка, литературы и истории», а в 1966 году — аспирантуру, защитив диссертацию на тему «Качественные прилагательные в их отношении к типам лексических значений слов» (10.02.01 — русский язык).
В 1983 году защитила докторскую диссертацию на тему «Типы лексических значений признаковых слов в современном русском языке».
С 1990 года[уточнить] работает на кафедре русского языка филологического факультета РГПУ(ЛГПИ) им. А. И. Герцена: ассистент (1966), доцент (1970), старший научный сотрудник (1980—1982), профессор (с 1983 года).
На счету Н. Е. Сулименко большое количество научных работ, большая часть которых посвящена исследованиям в области лексикологии, теории текста, лингвосинергетики и лингвокогнитивистики.
Н. Е. Сулименко — автор ряда учебных и методических пособий, в том числе:
- Сулименко Н. Е. Текст и аспекты его лексического анализа: Учебное пособие. М.: Флинта, 2009. 396 c.
- Сулименко Н. Е. Современный русский язык. Слово в курсе лексикологии: Учебное пособие. М.: Флинта, 2008. 351 c.
- Сулименко Н. Е. Современный русский язык: К изучению семантики имён прилагательных: Учебное пособие. СПб., 2008. 241 с.
- Современный русский язык: Сборник заданий и упражнений. Изд. 2-е. М., 2005 (в соавторстве).
- Современный русский язык. Слово в курсе лексикологии: Учебное пособие.— СПб: Изд-во СПбГПУ,2004,16,75.п.л.
- Современный русский язык: Сборник заданий и упражнений.— СПб: изд-во РГПУ им. А. И. Герцена,2003, 275с., С. 17-46 (в соавторстве с В. Д. Черняк и К. П. Сидоренко)
- Слово в контексте гуманитарного знания — СПб: Изд-во РГПУ им. А. И. Герцена, 2002,5,25 п.л.
- Методическая разработка к практическим занятиям по курсу «Лексикология современного русского языка» для студентов филологического факультета (в соавторстве В. Д. Черняк,К. П. Сидоренко, Силантьевым Е. Е.).- СПб,1997,38с.
- Современный русский язык: Сборник заданий и упражнений. (в соавторстве с В. Д. Черняк и И. С. Куликовой). — СПб: Образование, 1994. С.18-48.
- Антропоцентрические аспекты изучения лексики. — СПб: Образование, 1994,5,5 п.л.
- Семантические основы текстового слова. — Л.:ЛГПИ им. А. И. Герцена,1988,3,5 п.л.
- Методическая разработка к практикуму «Лингвистический анализ текста». — Л.:ЛГПИ им. А. И. Герцена,1979,3.,25 п.л. (В соавторстве с В. В. Степановой).
- Стилистические ошибки и пути их устранения. М.,Л.: Просвещение,1966

Н. Е. Сулименко является
- членом Общероссийской общественной организации «Российская ассоциация лингвистов-когнитологов» и двух докторских спецсоветов (РГПУ им. А. И. Герцена и ИЛИ РАН),
- членом факультетского административного совета,
- руководителем учебно-методической группы «современный русский язык» на кафедре русского языка,
- председателем отделения «Языкознание» НИЧ РГПУ им. Герцена

Н. Е. Сулименко принимает активное участие в научной экспертизе диссертаций и учебных программ.
К 2012 году подготовила более 30 кандидатов и 4 докторов наук.

## Избранные труды
1. Современный русский язык: Сборник заданий и упражнений. Изд. 2-е. М., 2005 (в соавторстве).
2. Сулименко Н. Е. Современный русский язык. Слово в курсе лексикологии: Учебное пособие. М.: Флинта, 2008. 351 c.
3. Сулименко Н. Е. Современный русский язык: К изучению семантики имён прилагательных: Учебное пособие. СПб., 2008. 241 с.
4. Сулименко Н. Е. Текст и аспекты его лексического анализа: Учебное пособие. М.: Флинта, 2009. 396 c.
5. Сулименко Н. Е., Хохлов А. В. Проблемы лексического «учения о слове: системный и текстовый аспект». СПб.: Изд-во Политехнического ун-та, 2010. 221 с.
6. Сулименко Н. Е. Аспекты изучения лексической семантики. СПб.: Своё издательство, 2012. 277 с.